# Potomci Alfonse XIII.
Potomci Alfonse XIII., bourbonského panovníka Španělského království, jsou početní. S manželkou Viktorií Evženií z Battenbergu měl celkem šest legitimních dětí, přičemž další dítě Ferdinand se narodilo mrtvé. Bylo známo, že Alfons měl mimomanželské potomky, ale ti nejsou v žádné linii následnictví trůnu. Současný španělský král Filip VI. a španělská královská rodina jsou potomkem Alfonsa, stejně jako legitimní pretendent francouzského trůnu, Ludvík Bourbonský, vévoda z Anjou.

## Legitimní potomci s Viktorií Evženií z Battenbergu

### Alfons Bourbonský
| Potomek           | Portrét | Narození                                                                              | Sňatky | Smrt                              |
| ----------------- | ------- | ------------------------------------------------------------------------------------- | --- | --------------------------------- |
| Alfons Bourbonský |         | 10. května 1907 Madrid syn Alfonse XIII. Španělského a Viktorie Evženie z Battenbergu | Edelmira Sampedro y Robato 21. června 1933 žádné děti Marta Esther Rocafort-Altuzarraová 3. července 1937 žádné děti | 6. září 1938 Miami ve věku 31 let |

### Jakub Jindřich Bourbonský
| Potomek                           | Portrét | Narození                                                                                               | Sňatky                                                                                   | Smrt                                       |
| --------------------------------- | ------- | --- | ---------------------------------------------------------------------------------------- | ------------------------------------------ |
| Jakub Jindřich Bourbonský         |         | 23. června 1908 Segovia syn Alfonse XIII. Španělského a Viktorie Evženie z Battenbergu                 | Emmanuelle de Dampierre 4. března 1935 Řím 2 děti                                        | 20. března 1975 St. Gallen ve věku 66 let  |
| Alfons, vévoda z Anjou a Cádizu   |         | 20. dubna 1936 Řím syn Jakuba Jindřicha Bourbonského a Emmanuelle de Dampierre                         | María del Carmen Martínez-Bordiú y Franco 8. března 1972 Královský palác El Pardo 2 děti | 30. ledna 1989 Beaver Creek ve věku 53 let |
| Ludvík Bourbonský, vévoda z Anjou |         | 25. dubna 1974 Madrid syn Alfonse, vévody z Anjou a Cádizu a Marie del Carmen Martínez-Bordiú y Franco | María Margarita Vargasová Santaellaová 5. listopadu 2004 Caracas 4 děti                  |                                            |

### Beatrix Isabela Bourbonská
| Potomek                                      | Portrét | Narození                                                                                               | Sňatky | Smrt                                  |
| -------------------------------------------- | ------- | --- | --- | ------------------------------------- |
| Beatrix Isabela Bourbonská                   |         | 22. června 1909 Segovia dcera Alfonse XIII. Španělského a Viktorie Evženie z Battenbergu               | Alessandro Torlonia, 5. kníže z Civitella-Cesi 14. ledna 1935 4 děti                                                                           | 22. listopadu 2002 Řím ve věku 93 let |
| Marco Torlonia, 6. kníže z Civitella-Cesi    |         | 2. července 1937 Řím syn Beatrix Isabely Bourbonské a Alessandra Torlonia, 5. knížete z Civitella-Cesi | Orsetta Caracciolo di Castagneto 6. září 1960 1 dítě Philippa McDonaldová 9. listopadu 1968 1 dítě Blažena Svitáková 11. listopadu 1985 1 dítě | 5. prosince 2014 ve věku 77 let       |
| Giovanni Torlonia, 7. kníže z Civitella-Cesi |         | 18. dubna 1962 syn Marca Torlonia, 6. knížete z Civitella-Cesi a donny Orsetty Caracciolové            | Carla DeStefanis 9. června 2001 2 děti |                                       |

### María Cristina Španělská
| Potomek                   | Portrét | Narození                                                                                  | Sňatky                                                                | Smrt                                    |
| ------------------------- | ------- | ----------------------------------------------------------------------------------------- | --------------------------------------------------------------------- | --------------------------------------- |
| María Cristina Španělská  |         | 12. prosince 1911 Madrid dcera Alfonse XIII. Španělského a Viktorie Evženie z Battenbergu | Enrico Eugenio Marone-Cinzano, 1. hrabě Marone 10. června 1940 4 děti | 23. prosince 1996 Madrid ve věku 85 let |
| Vittoria Marone Cinzanová |         | 5. března 1940 Turin dcera Marie Cristiny Španělské a Enrica Marone Cinzana               | José Carlos Álvarez de Toledo y Gross, hrabě z Villapaterny 4 děti    |                                         |

### Jan Bourbonský
| Potomek                  | Portrét | Narození                                                                                                 | Sňatky                                                             | Smrt                                  |
| ------------------------ | ------- | --- | ------------------------------------------------------------------ | ------------------------------------- |
| Jan Bourbonský           |         | 20. června 1913 Královský palác La Granja syn Alfonse XIII. Španělského a Viktorie Evženie z Battenbergu | Princezna Marie Mercedes Bourbonsko-Sicilská 12. října 1935 4 děti | 1. dubna 1993 Pamplona ve věku 79 let |
| Juan Carlos I. Španělský |         | 5. ledna 1938 Řím syn Jana Bourbonského a princezny Marie Mercedes Bourbonsko-Sicilské                   | Sofie Řecká a Dánská 14. května 1962 3 děti                        |                                       |
| Filip VI. Španělský      |         | 30. ledna 1968 Madrid syn Juana Carlose I. Španělského a královny Sofie Španělské                        | Letizia Španělská 22. května 2004 2 děti                           |                                       |

### Gonzalo Španělský
| Potomek           | Portrét | Narození                                                                             | Sňatky                                                  | Smrt |
| ----------------- | ------- | ------------------------------------------------------------------------------------ | ------------------------------------------------------- | ---- |
| Gonzalo Španělský |         | 24. října 1914 Madrid syn Alfonse XIII. Španělského a Viktorie Evženie z Battenbergu | 13. srpna 1934 Pörtschach am Wörther See ve věku 19 let |      |

## Nemanželští potomci
Alfons měl také šest známých nemanželských dětí:
s francouzskou aristokratkou Mélanie de Gaufridy de Dortan (1876–1937), provdanou za Josepha-Marie-Philippe Lévêque de Vilmorin měl:
- Roger Marie Vincent Philippe Lévêque de Vilmorin (12. září 1905 – 20. července 1980), kterého uznal Philippe de Vilmorin[3][4]

s Pauline ze Saint Glen měl:
- Charles Maxime Victor ze Saint Glen (3. července 1914 – 20. května 1934)

s Béatrice Noonovou měl:
- Juana Alfonsa Milán y Quiñones de León (19. dubna 1916 – 16. května 2005)

se španělskou herečkou Maríou del Carmen Ruiz y Moragas (1898 – 20. května 1936), měl:
- Ana María Teresa Ruiz y Moragas (9. října 1925 – 6. září 1965)
- Leandro Alfonso Luis Ruiz y Moragas (26. dubna 1929 – 18. června 2016),[5] oficiálně uznaný španělskými soudy dne 21. května 2003 jako Leandro Alfonso Luis de Borbón y Ruiz Moragas (nebo jednoduše Leandro de Borbón)

s Marií Sousaovou měl:
- Alonso Bourbonský Sousa (28. prosince 1930 – 30. dubna 1934)